# Deutsche Seemannsmission in Hamburg

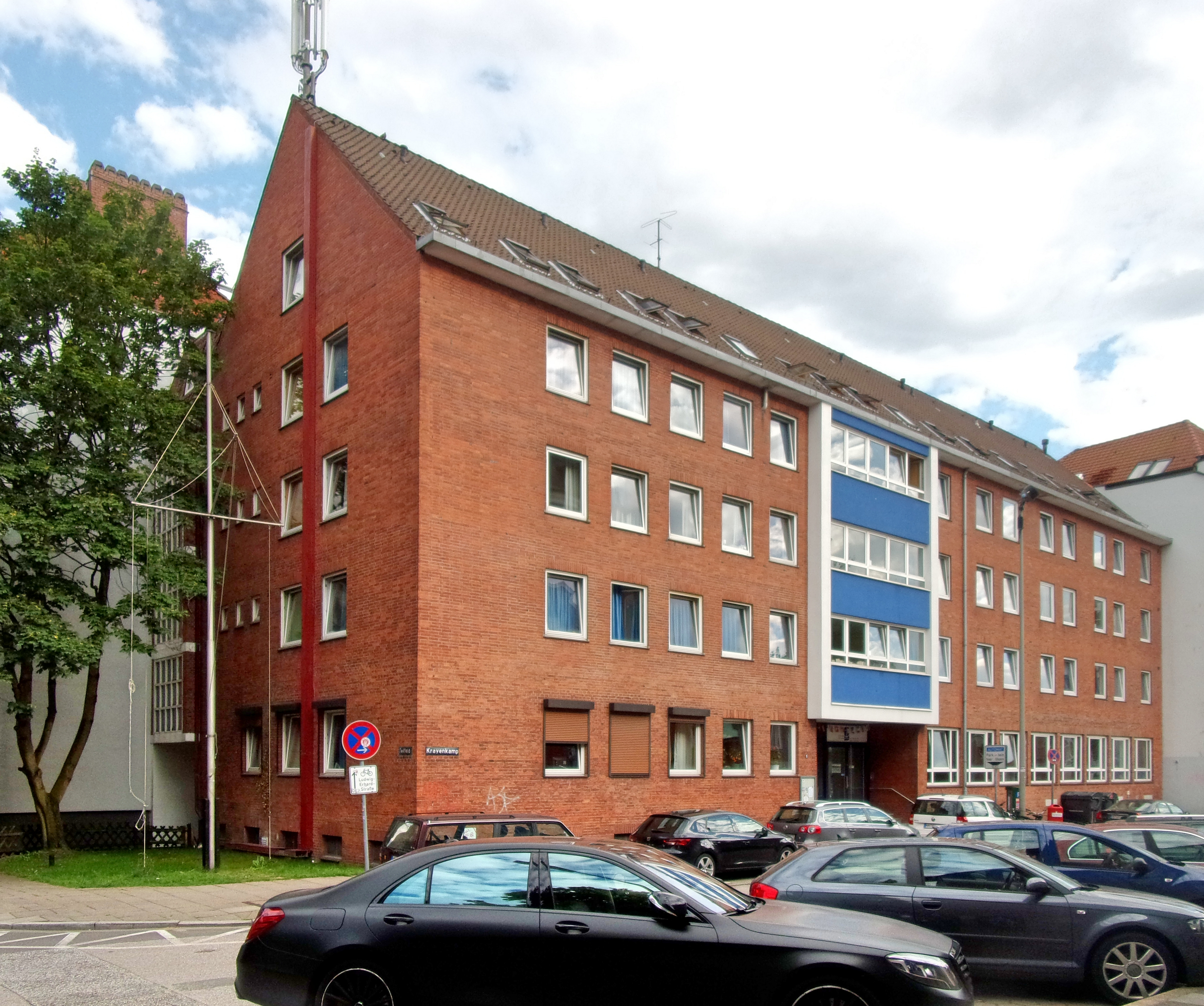
Heutiges Seemannsheim Krayenkamp

Die Deutsche Seemannsmission in Hamburg r. V. ist die älteste Seemannsmission in Deutschland und heute einer von drei evangelischen Missionsvereinen in Hamburg. Sie wurde am 15. Juni 1891 gegründet und betreibt heute ein Seemannsheim mit 120 Betten in unmittelbarer Nachbarschaft zur Hauptkirche St. Michaelis.

## Geschichte

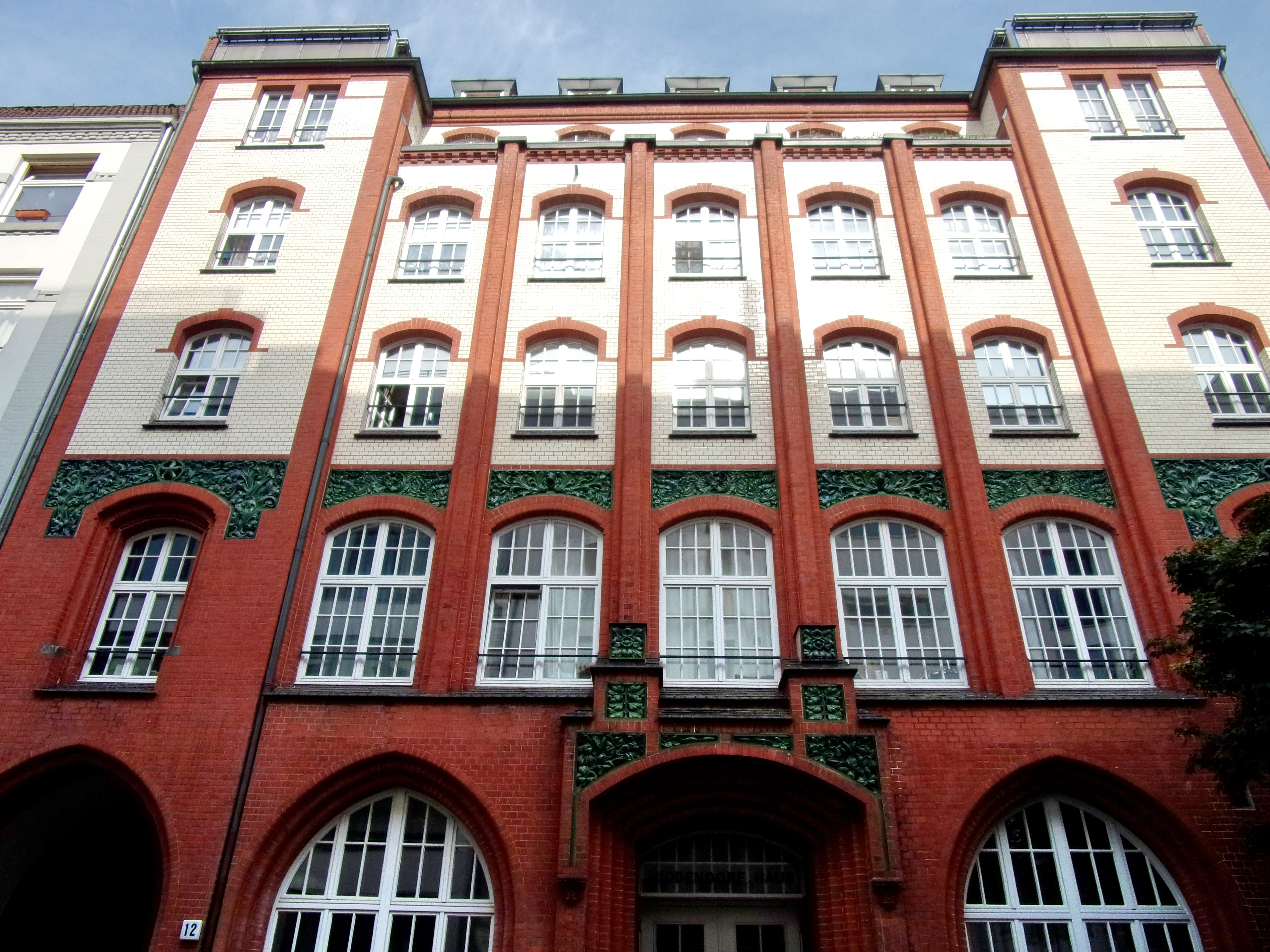
Früheres Seemannsheim Wolfgangsweg

Die Idee zur Gründung eigener Seemannsmissionen kam ursprünglich aus England. 1874 richtete die Hamburger Stadtmission erstmals eine eigene Sektion für Matrosen ein, 1887 gründete Pastor Ninck ein erstes privates Seemannsheim am Pinnasberg auf St. Pauli.
1891 wurde Julius Jungclaussen, der zuvor Erfahrungen in England und Wales gesammelt hatte, als erster hauptamtlicher Seemannspastor bestellt. Im Juni desselben Jahres gründete sich ein Hülfskomitee für deutsche Seemannsmission unter dem Vorsitz des Senators und späteren Bürgermeisters William Henry O’Swald. Weitere Gründungsmitglieder waren u. a. der damalige Handelskammer-Präses Rudolph Crasemann, Adolf Bernitt, Direktor der Reederei Hamburg-Süd, und Guido Wolff, Direktor der Hapag.
1894 wurde eine Etage des Seemannsheims in der Seewartenstraße (heute Hotel Hafen Hamburg) angemietet, ehe 1906 das erste eigene Seemannsheim im Wolfgangsweg eröffnet werden konnte. Im Zweiten Weltkrieg zerstört und wiederaufgebaut, erwies es sich im Wirtschaftswunder-Boom bald als zu klein und wurde daher 1959 durch einen Neubau im Krayenkamp abgelöst.

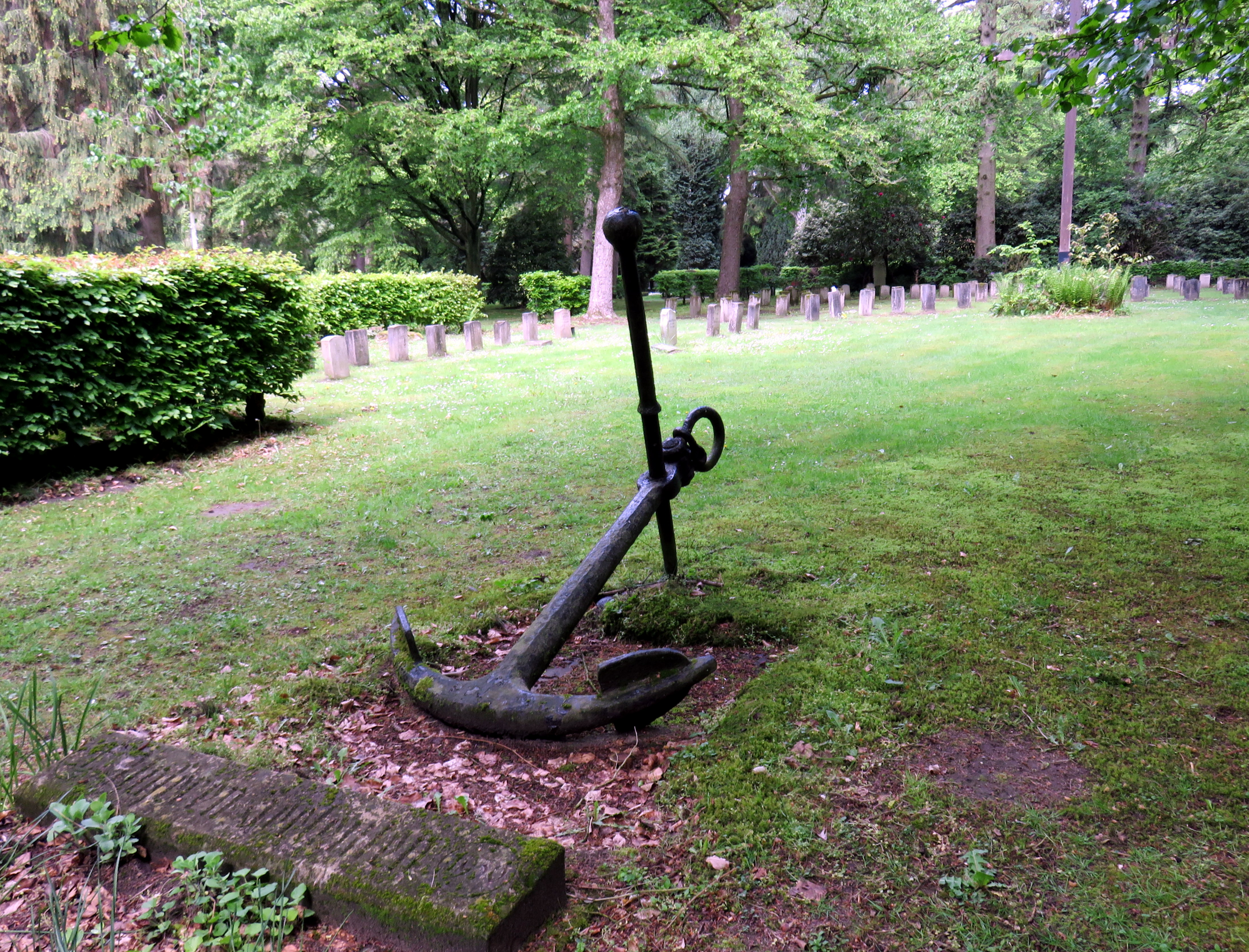
Seemannsfriedhof in Ohlsdorf

Bereits 1923 wurde auf Betreiben der Seemannsmission ein eigener Seemannsfriedhof auf dem Ohlsdorfer Friedhof angelegt.
Heute besteht eine enge Zusammenarbeit mit den Seemannsmissionen in Altona (gegründet 1898) und Harburg (1910), die neben einem weiteren Seemannsheim in Altona auch den Internationalen Seemannsclub Duckdalben in Waltershof sowie drei Seafarers’ Lounges in den Kreuzfahrtterminals der Stadt betreiben. Alle drei Hamburger Seemannsmissionen werden vom gemeinsamen Seemannspfarramt der Nordkirche betreut und unterstützt, das seinen Sitz ebenfalls in Altona hat.

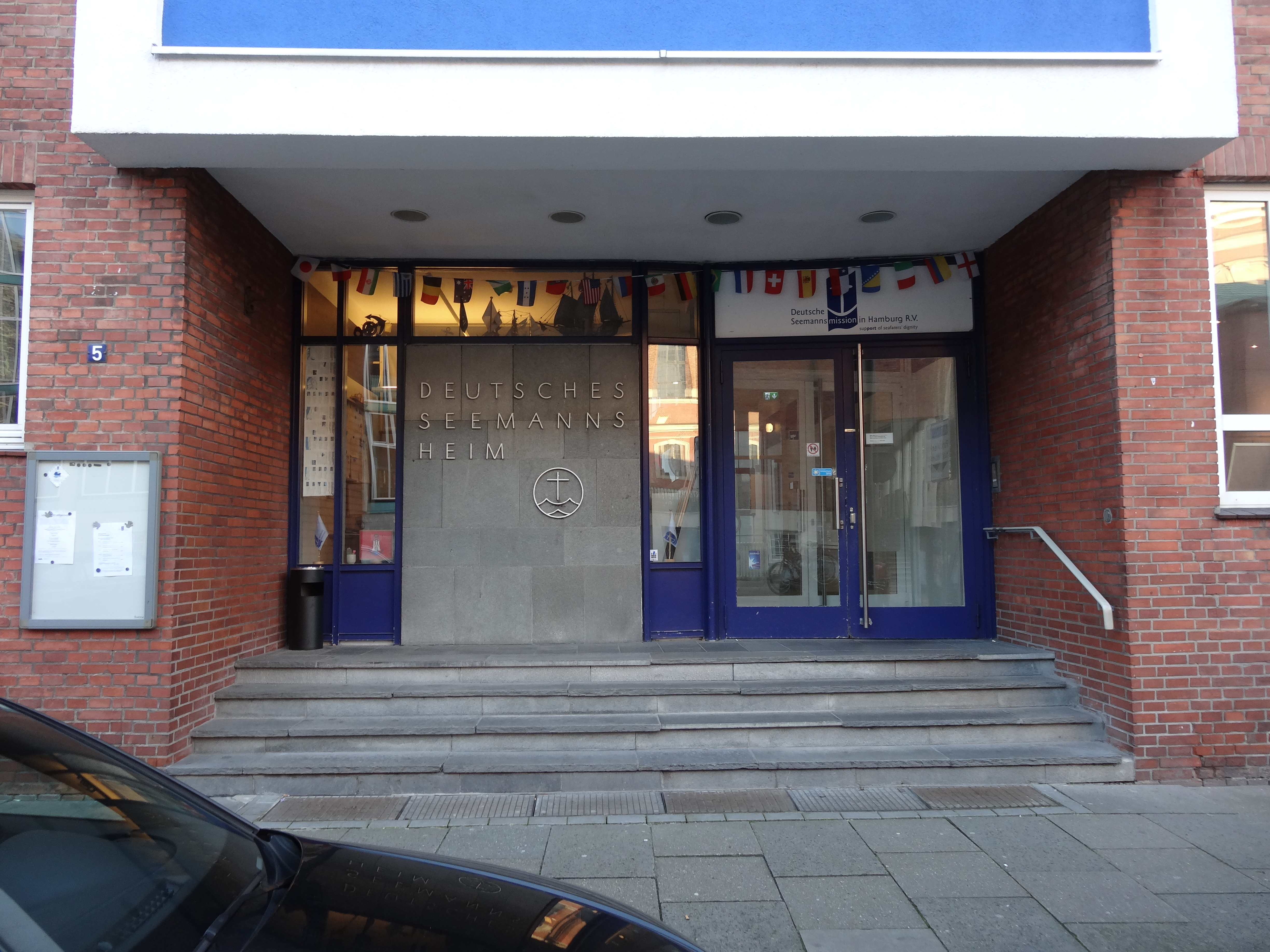
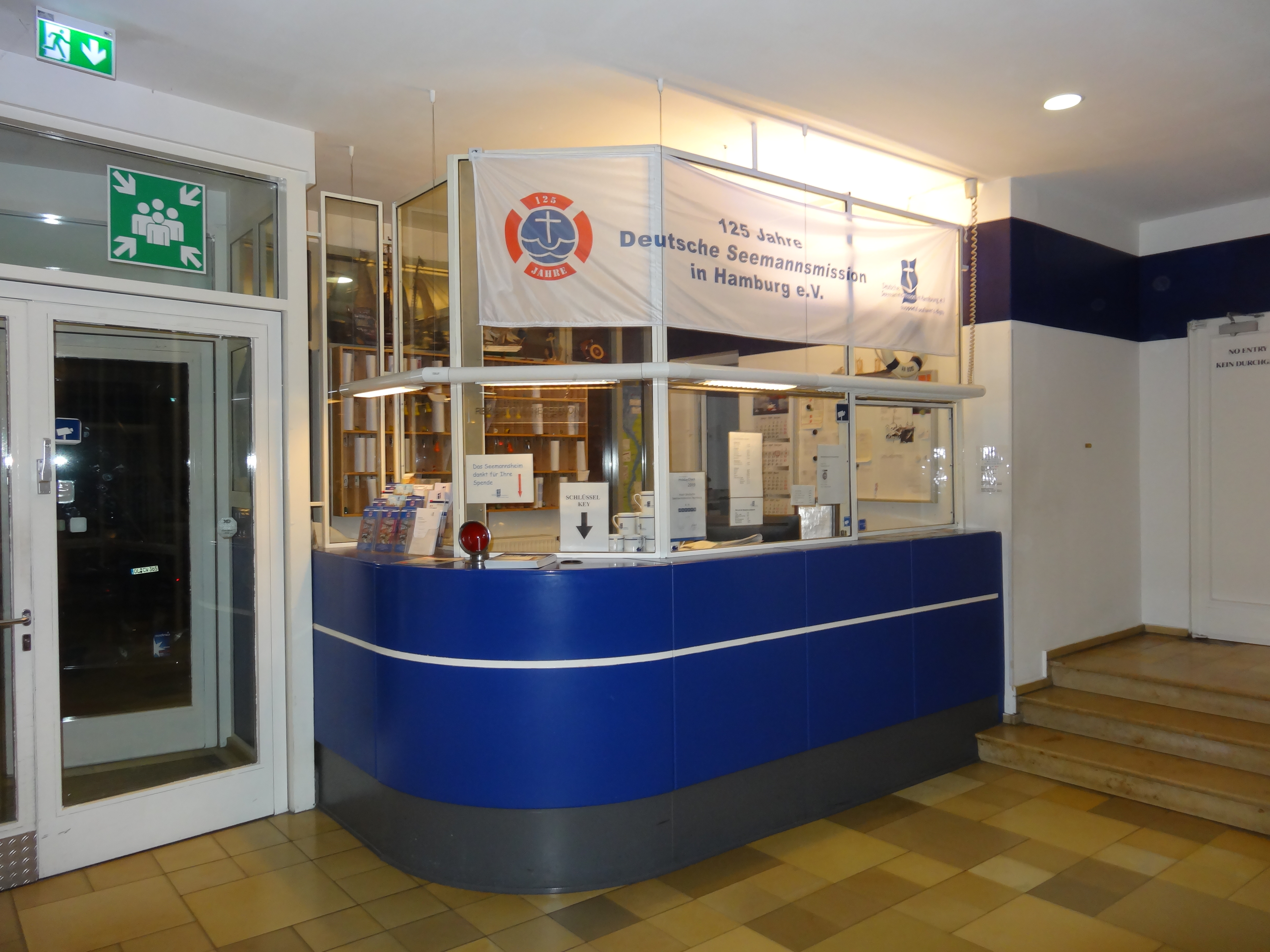
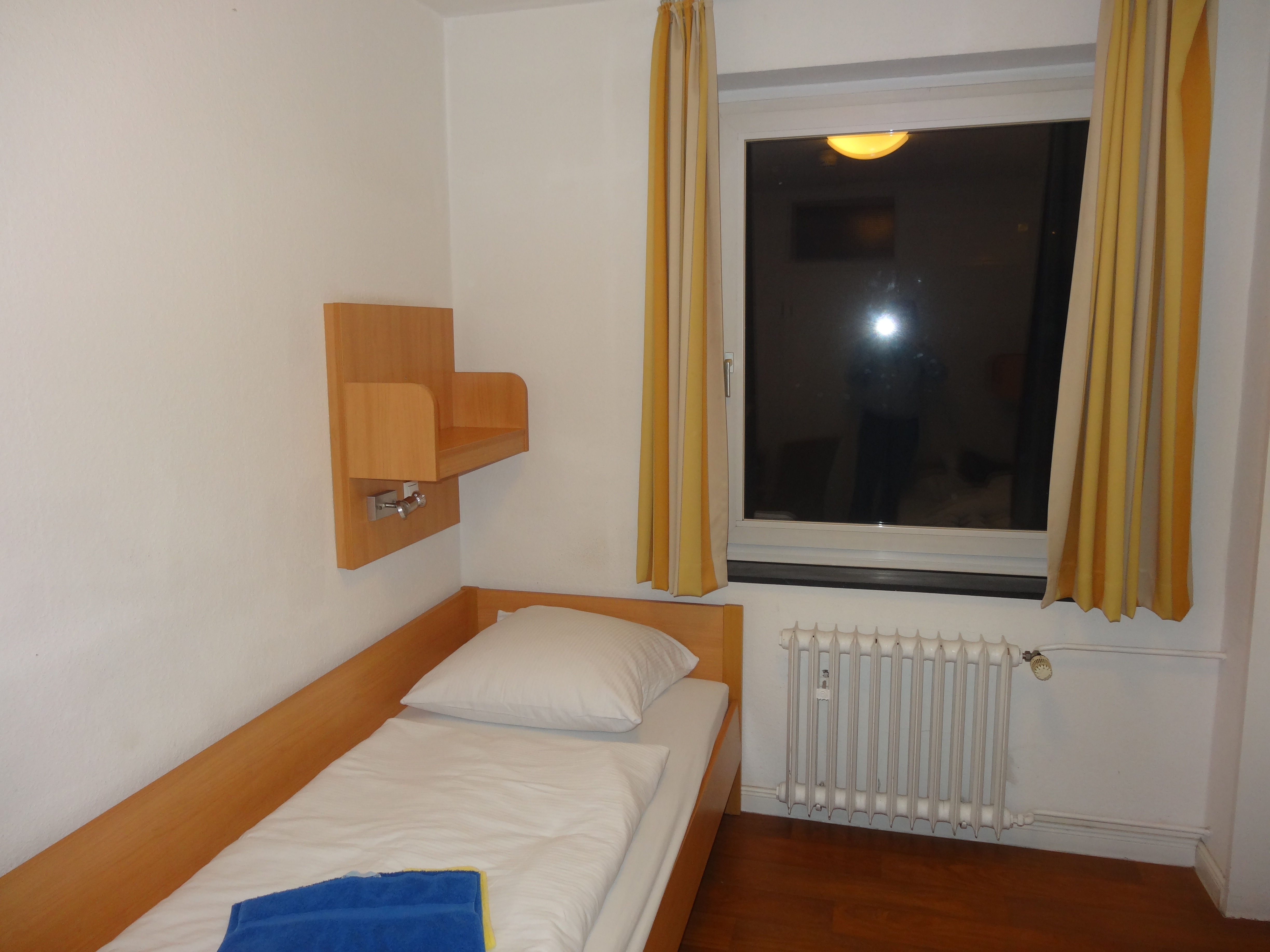
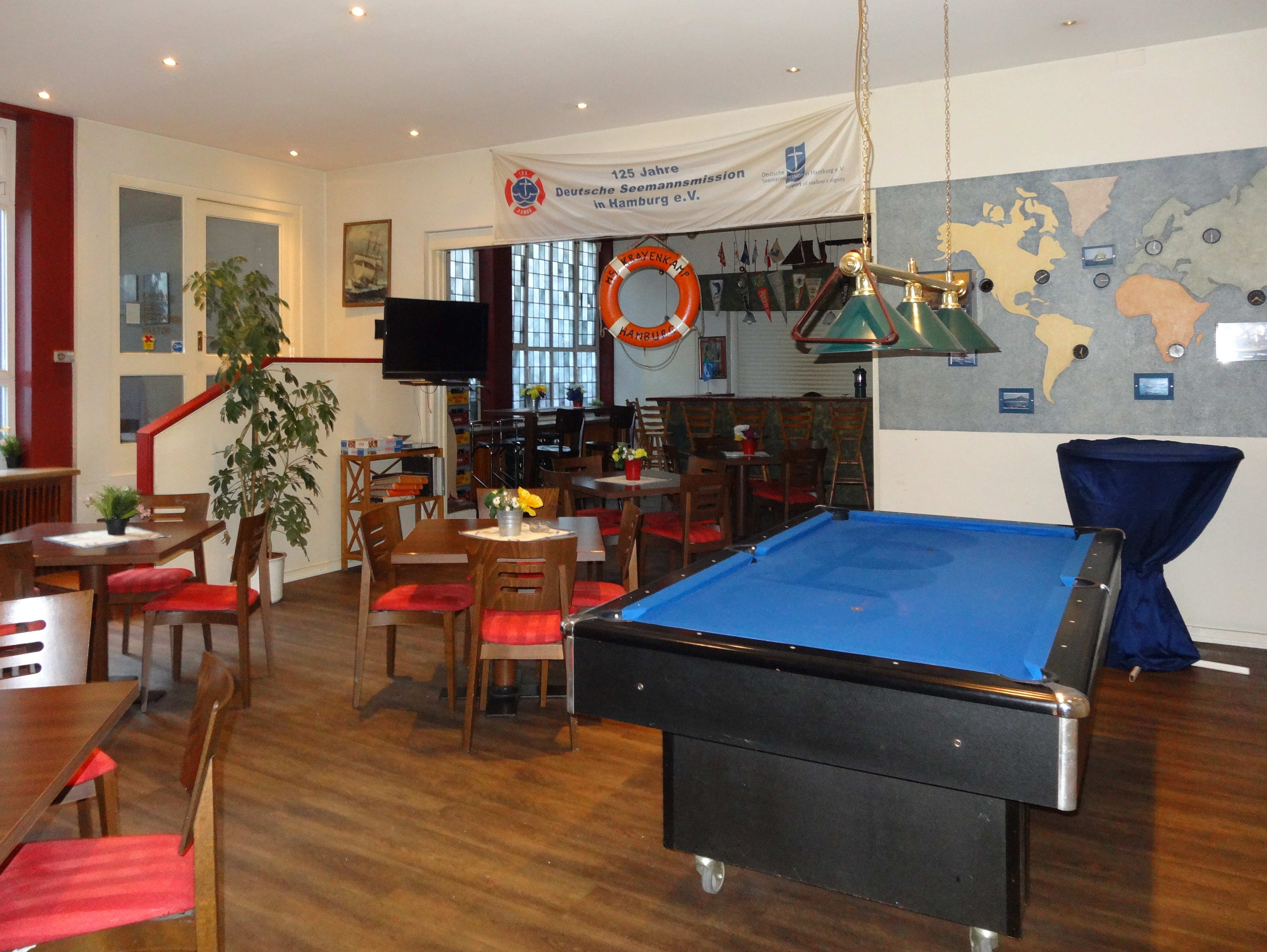
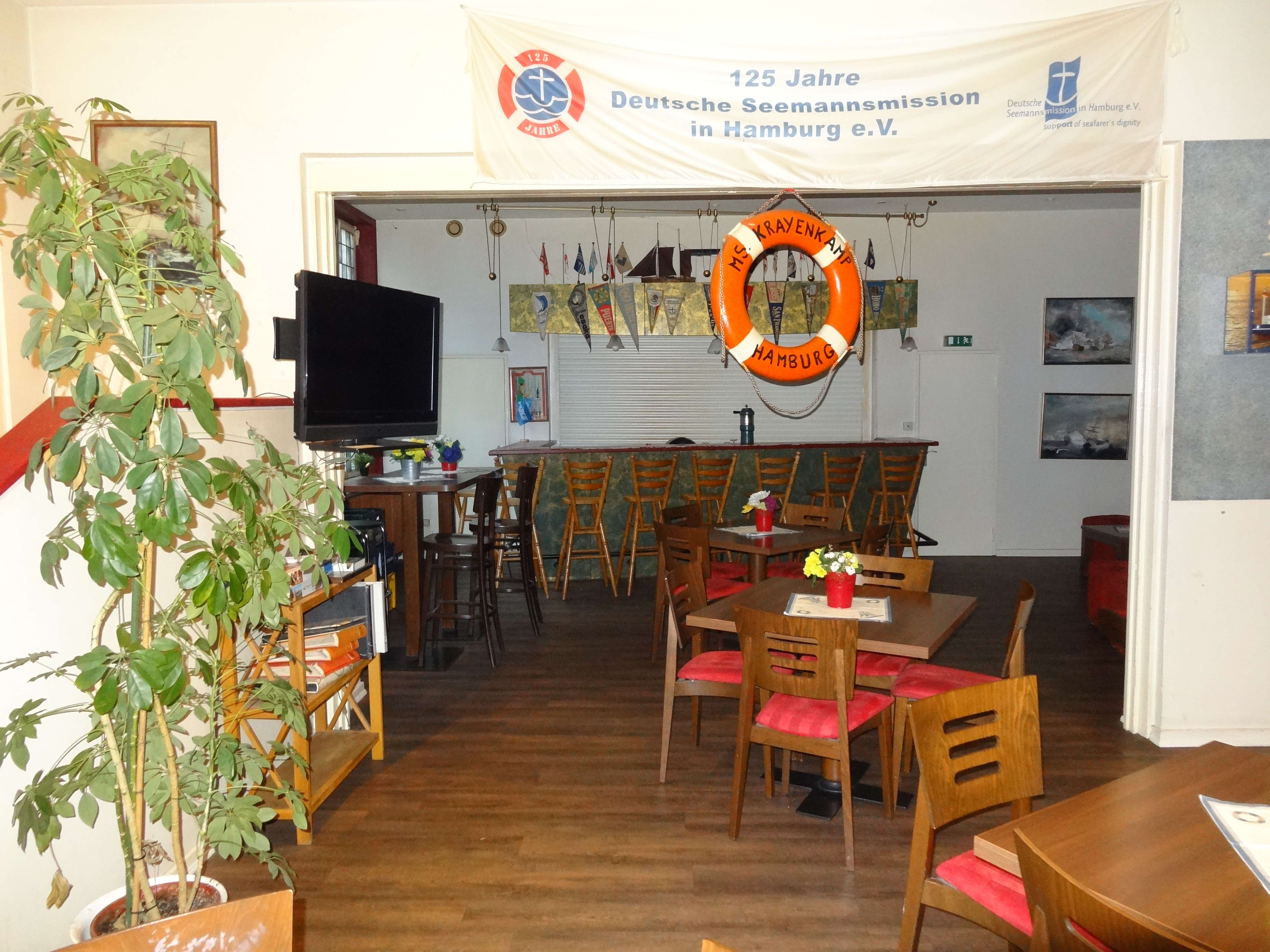